# Аманкваа, Дэнни
Дэнни Кваси Аманкваа (англ. Danny Kwasi Amankwaa; 30 января 1994, Оагаер, Дания) — датский футболист ганского происхождения, полузащитник клуба «Сённерйюск».

## Клубная карьера
Дэнни начал заниматься футболом в клубе «Брёнсхёй». Затем нападающий перешёл в юношескую команду датского «Копенгагена».
29 октября 2012 года Аманкваа дебютировал в чемпионате Дании в матче с «Хорсенс». 1 ноября 2012 года Дэнии отметился первым забитым за «Копенгаген» мячом в матче Кубка Дании с «Сённерйюск».
Нападающий своей игрой привлёк внимание скаутов «Челси», лондонского «Арсенала» и «Аякса», однако предпочёл остаться в Дании. 22 ноября 2012 Аманкваа провёл первую игру в еврокубках, выйдя на замену во встрече группового этапа Лиги Европы 2012/13 против норвежского «Мольде».
30 ноября 2012 года Дэнни подписал новый трёхлетний контракт с «Копенгагеном».
В мае 2014 года Аманкваа продлил контракт до лета 2017 года.
7 декабря 2014 года Дэнни забил первый мяч в чемпионате Дании. 26 апреля 2015 года Аманкваа в матче с «Рандерс» получил травму ахиллова сухожилия, из-за которой пропустил почти полгода.
В январе 2018 года Аманкваа договорился с руководством «Копенгагена» о досрочном расторжении истекающего через полгода контракта и на правах свободного агента перешёл в шотландский клуб «Харт оф Мидлотиан». Соглашение было рассчитано на 18 месяцев. В первом сезоне Аманкваа сыграл за клуб 11 матчей, но в следующем из-за плохой физической формы лишился места в составе, за полгода лишь дважды сыграв в Премьер-лиге.
Не получая игровой практики в Шотландии, 10 января 2019 года Аманкваа вернулся в Данию и подписал годичный контракт с клубом «Сённерйюск».

## Карьера в сборной
Нападающий принимал участие в финальной части юношеского чемпионата Европы 2011 в Сербии. Аманкваа на турнире сыграл в трёх матчах.
Дэнни был включён в заявку юношеской сборной Дании для участия в чемпионате мира 2011. На турнире в Мексике Аманкваа сыграл в двух матчах своей сборной.

## Достижения
Копенгаген
- Чемпион Дании (2): 2012/13, 2015/16
- Обладатель Кубка Дании (2): 2014/15, 2015/16